# Herwig Steiner

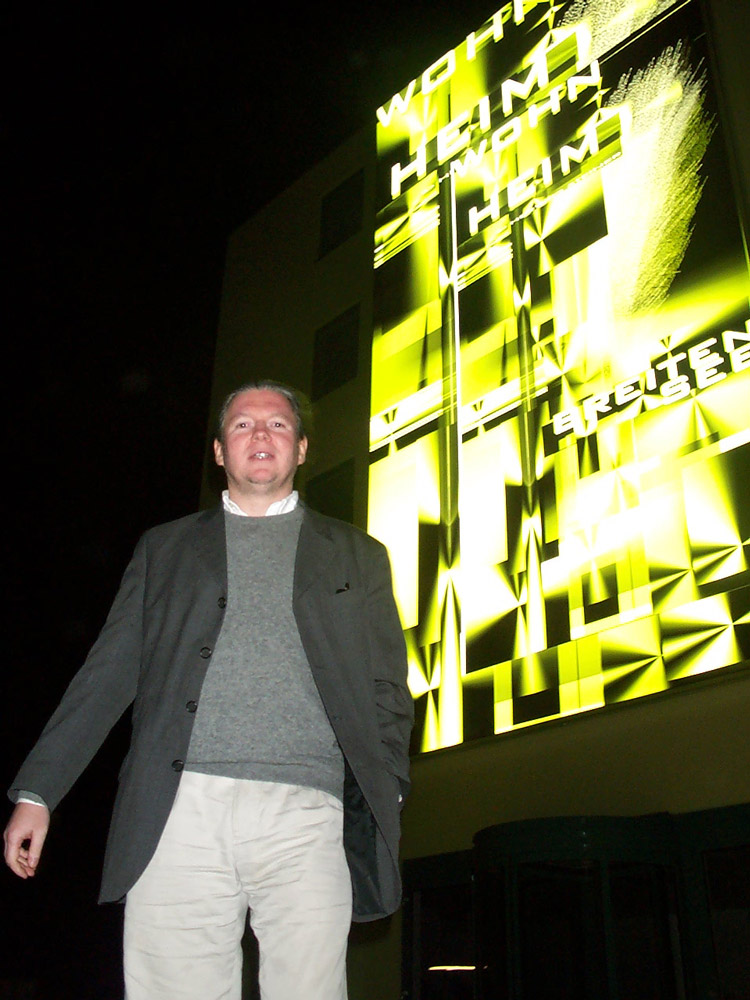
Herwig Steiner

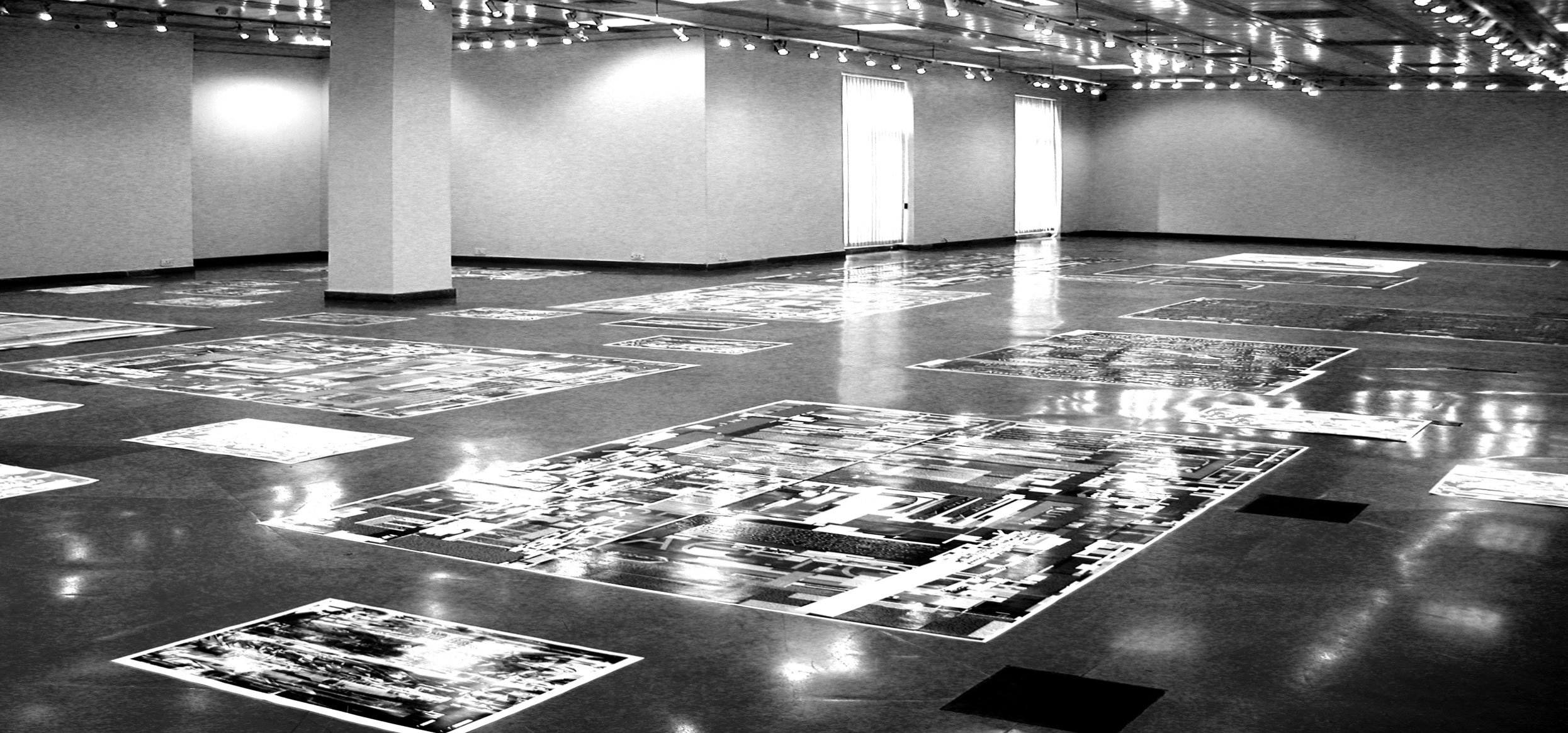
Propaganda Series – Floorinstallation – computergenerierte Prints auf Papier – Visual Arts Gallery – India Habitat Center – New Delhi 2004

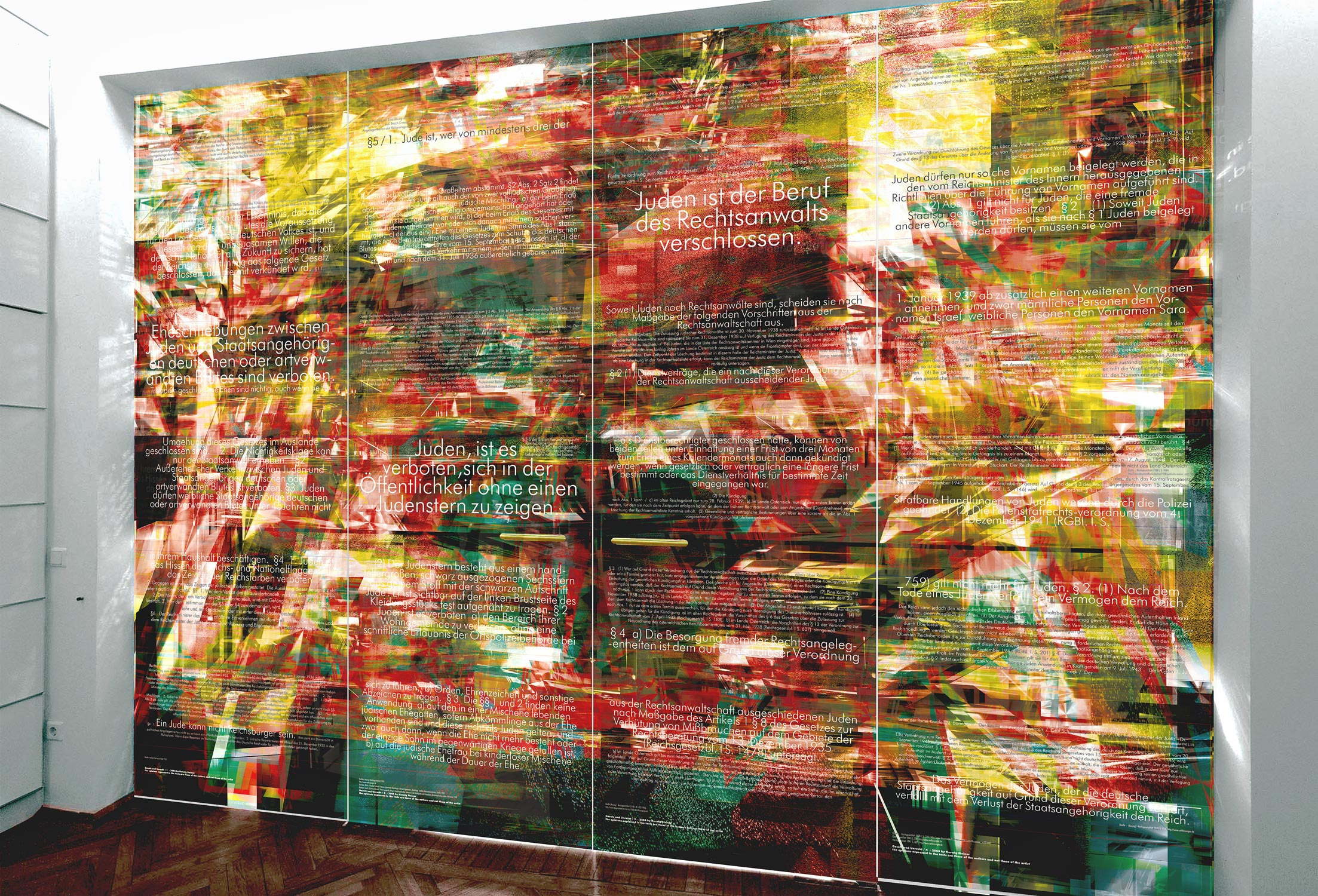
„Gesetz und Verbrechen“, 2005, Hybride Glasinstallation in der Rechtsanwaltskanzlei Manak & Partner, 1010 Wien, Stephansplatz 6.

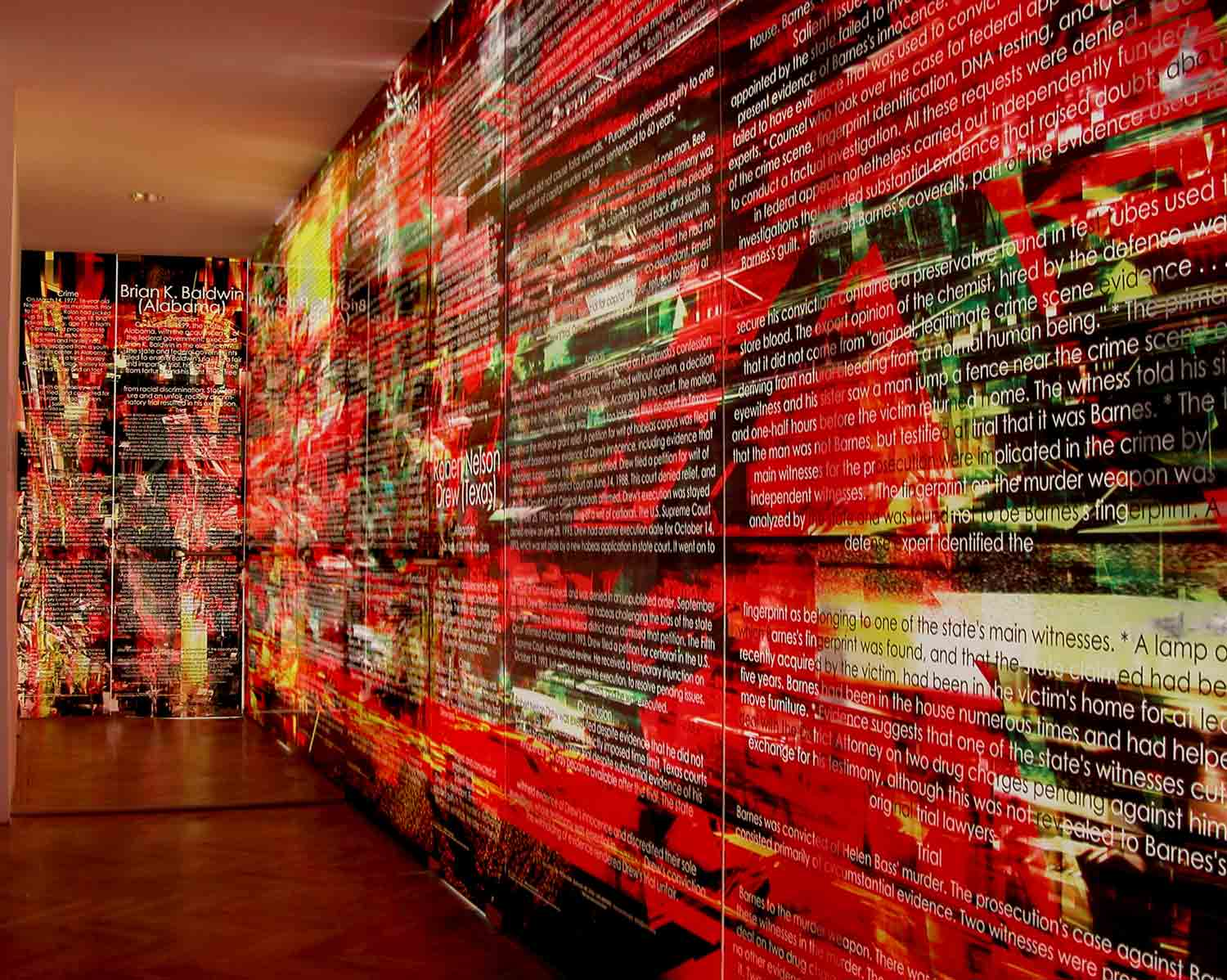
„Not one more Execution!“ Hybride Glasinstallation in der Rechtsanwaltskanzlei Manak & Partner, 1010 Wien, Stephansplatz 6.

Herwig Steiner (* 31. März 1956 in Tulln an der Donau, Niederösterreich) ist ein bildender Künstler, Kunsttheoretiker und Autor, Videokünstler, Historiker und Architekt. Seit 2018 führt er den Zusatz „(1956L)“ im Namen. Lebt in Wien und auf Sumatra.

## Ausbildung
Herwig Steiner studierte nach Abschluss einer Ausbildung als Hochbautechniker ab 1976 an der Universität Wien Geschichte (Mag. phil. 1986), sowie Architektur zunächst bei Rob Krier an der Technischen Universität Wien, später bei Gustav Peichl an der Akademie der Bildenden Künste Wien. Dort studierte er anschließend Malerei bei Josef Mikl und Rudolf Hausner. Er erwarb 1986 das Bildhauerdiplom bei Bruno Gironcoli.

## Künstlerische Perspektiven, Ausführungen
Steiners vielschichtiges Werk ist stark von einer kunsttheoretischen Zugangsweise geprägt und bezieht kritisch Position gegen Tendenzen gesellschaftlicher Vereinnahmung. Durchaus mit digitalen Techniken für künstlerische Zwecke vertraut, wendet er sich gegen
„[…] die sich allen aufdrängende, sedierende Medienwelt […], die uns und mit uns die Kunst in den Flutungen ihrer Ersatzmythen und des Trivialen ertränkt. […]. Der Grad an von uns besitzergreifender Normierungsmacht, jener unaufhaltsame Sog der Konvention, alles zu ihren Machtverhältnissen zu verändern, der Herstellung von immer mehr ihrer Selbstidentität, hat in einem fatalen Tausch für Bequemlichkeit ein Ausmaß erreicht, das von Freiheit nicht mehr als ein Trugbild zulässt.“

### Kunst der Attrappe
Steiner interessieren Konstruktionsprozesse, sowohl jene der Kunst selbst, wie auch die der Betrachterreflexion. Auch Überlegungen zu gesellschaftlichen Ordnungsprinzipien (Konventionen) fließen in sein vielschichtiges Werk ein. Nach Steiner wirkt Kunst im Dienste gesellschaftlicher Selbstdarstellung als strukturell immer schon veraltet, der Begriff der „Avantgarde“ verliert seine Bedeutung. Die Beschleunigung von Werden und Vergehen gesellschaftlichen Wissens führen zur graduellen Entleerungen ästhetischer Darstellungsprinzipien und damit zur Verflachung und zur Aufgabe des Eigentlichen der Kunst (der Aufhebung seiner Materialien). Diese Aushöhlung der Kunst zu einem leeren Begriff, einer Marke, die mit externen sozialen Funktionen (Unterhaltung, Dekor, Spekulation, Message etc.) angereichert wird, steht im Zentrum von Steiners Auseinandersetzungen.
„Kunst der Attrappe“ ist als subversives theatralisch- vereinnahmendes Gesamtkonzept zu verstehen, dass kritisch diese gesellschaftlichen Verhältnisse zur Kunst abbildet. Seit Mitte der 1980er Jahre steht der von Steiner in die Kunst eingebrachte Begriff der „Attrappe“ als skeptisches Moment gegenüber der traditionellen Sichtweise auf die Beziehung zwischen Kunstwerk und Betrachter.

### Pre-Prints
Ende der 1990er Jahre beendete Steiner die Praxis der „Attrappen-Kunst“. Indem er die so gewonnenen „Reflexionstexte“ zu Bild-Text-Verschränkungen verwob und in Ausstellungszusammenhänge brachte, wurde der „Point of no return“ überschritten. Die fiktionale Struktur der Texte und die darunterliegende Reproduktionsmacht der Konvention manifestierten sich jetzt auf einer ästhetischen Ebene. Pre-Prints lassen ein interaktives Verhältnis zwischen Sehen / Lesen / Vorstellen / Erinnern / Umschreiten entstehen. Alle Facetten der Auseinandersetzung werden hier als ein Ganzes und Gleichzeitiges gezeigt.

### Political Hybrids
In einem weiteren Abstraktionsschritt stellt Steiner das politische Narrativ der Pre-Prints in den Vordergrund. Wirkten die Darstellungen der Reflexionsfunktion als eine Art Aufhebung, so betont die Spezialisierung auf historische Zeugnisse der Macht deren Erinnerung und versucht diese mit unserem Alltag zu verknüpfen. Ein hybrider Status, der schon in den allerersten Pre-Prints angelegt war, wird nun deutlich. Für Steiner darf bildende Kunst nicht auf ihre inneren kompositorischen Herausforderungen verzichten. Steiner besteht auf der Ausformulierung einer substanziellen Differenz zur Kunstattrappe, die lediglich ein Instrument der Intervention, ein Katalysator war. Steiner wendet sich damit gegen den weitverbreiteten Versuch, das eigentliche Momentum der Kunst durch moralisches oder politisches Engagement ersetzen zu wollen. Seiner Auffassung nach reduziert sich Kunst damit zur leeren Etikette eines Aktivismus, der sich – bewusst oder unbewusst – der konventionalen Herrschaft unterwirft.

### Postattrappen
Das vielschichtige Vorstellungskunstwerk „Kunst der Attrappe“ wirkt auch nach dem operativen Abschluss und Report durch Buch und Videos (Kunst der Attrappe 21 Videos) in mehrfacher Hinsicht nach. Gleich einer Negativform dient „Attrappe“ als Instrument der Umschreibung von Kunst. In Steiners Augen hat sich zeitgenössische Kunst gegenüber den herrschenden gesellschaftlichen Erzählungen in starke Abhängigkeiten und daraus resultierend in eine affirmative Darstellungsfunktion verfangen.
„Seit der Moderne wird von Kunst erwartet, wenngleich selten erfüllt, sich kritisch zu den bestimmenden gesellschaftlichen Kräften zu verhalten. Ob diese asketische Haltung tatsächlich eine Möglichkeit besitzt, ob sich Momente der Unabhängigkeit eröffnen, die unvermessbar der Einverleibung in das Allgemeine sich widersetzen, wollte ich sehen.“

## Auszeichnungen
1983
- Füger Preis

1987
- Arbeitsstipendium für bildende Kunst der Stadt Wien
- Preis für bildende Kunst des Landes Niederösterreich

2009
- Studienaufenthalte in Süd- und Südostasien

## Werke (Auswahl)
- Not one more execution[1]
- Gesetz und Verbrechen[1]
- Architectural Drawings
- Textbewegungsprotokoll
- Art in Public Space / Handlungsanweisung
- Pre-Prints
- Postattrappen
- Kunst der Attrappe Textinstallation

## Ausstellungen, Installationen (Auswahl)

### 1986–1990
1986
- Geist und Form, Wien/AT
- Neue Wege des Plastischen in Österreich, Galerie Maerz, Linz/AT
- Eremitage, Installation in den Privaträumen L. Waideckers, Steyr/AT

1987
- Jeune Peinture, Grand Palais, Paris/FR

1988
- Auf Papier, Galerie Lang, Wien/AT
- Balanceakte 88, Internationale Kunst aus Niederösterreich, Frauenbad, Baden bei Wien/AT

1989
- Herwig Steiner, Galerie Ariadne, Wien/AT
- Herwig Steiner, Akademie der bildenden Künste Wien, Theseus-Tempel, Wien
- 60 Tage, Österreichisches Museum des 21sten Jahrhunderts (kuratiert von Oswald Oberhuber);[2] Wien/AT

1989–1990
- In Context, Wanderausstellung
- National Museum, Beograd/SRB
- National Museum, Ljubljana/SLO
- Museum of Fine Art, Skopje/MK
- U Hybernu Art Center, Praha/CZ
- Pawilon Wystawowy Biura Wystaw Artystycznych Art Centre, Krakow/PL
- National Gallery, Bratislava/SK
- Kunstverein Erfurth/DE
- Dum Umeni Art Centre, Brno/CZ
- Galerie Altnöder, Salzburg/AT
- Tamas Hencze und Herwig Steiner, Fészek Galeria, Budapest/HU

### 1991–1999
1991
- Theatre of Fading Ideas, Niederösterreichisches Landesmuseum/Blaugelbe Galerie, Wien/A H. Pfeiffle[3] W. Zinggl
- Zeitgenössische Kunst aus der Sammlung der Stadt Wien, Rathaus Wien/AT

1992
- Surface Radicale, Grand Palais, Paris/FR
- Individual Positions – Young Austrian Artists (kuratiert von Lóránd Hegyi), Los Angeles Convention Center, Los Angeles/USA

1993
- Herwig Steiner, Sighart House, Palm Springs / Palm Desert/USA
- Radical Surface, Hochschule für angewandte Kunst Wien,[4] Heiligenkreuzerhof, Wien/AT
- Galerie Piltzer, Paris/FR
- Konfrontationen, Museum moderner Kunst Stiftung Ludwig Wien, Museum des 20. Jahrhunderts, Wien/AT L. Hegyi[5] MUMOK
- Herwig Steiner, Galerie an der Brücke, Spitalskirche, Lienz
- Ideas Imagenes Identidades, Centre cultural Tecla sala, Hospitalet/Barcelona

1994
- Fet a Europa, Art International dels 90, Centrecultural d’Alcoi/ES
- Herwig Steiner, Colorstudies, Espai Pascual Lucas, Arte Contemporaneo, Valencia/ES K. Sotriffer[6]

1996
- Henninger-Haus, Seefeld/München/DE
- Attitudes, beurs voor jonge Kunst, Knokke/BE
- Art/Mediaintervention/Text-Artwork-Multiple(s)
- Edition, Real Art/Cimal, Valencia/ES
- Aspect-Color, Galerie Insitu, Aalst/B K. Sotriffer[7]
- A Pascual Lucas, Espai Lucas, Valencia/ES

1997
- Hedendaagse Kunst uit Oostenrijk, Cultureel Centrum de Werf, Aalst/BE
- Henninger-Haus, Seefeld/München/D
- Posiciones del Arte Austriaco Actual, Sala Parpallo, Valencia/ES

1998
- Attrappen, In Situ Gallery, Aalst/BE
- Montrouge – Vienne, Art contemporain, Paris/FR
- Prix de Peinture, Montrouge/Paris/FR
- Des Eisbergs Spitze, Museum auf Abruf, Kunsthalle Wien, Wien/AT
- Henninger-Haus, Seefeld/München/DE

1999
- Links, Schilderkunst in extremis, Art-Centre Sittard, Provinciehuis Maastricht/NL
- Henninger-Haus, Seefeld/München/DE

### Seit 2000
2000
- Pre-prints, Royal Nepal Academy,
- Bhanubhakta Hall, Kathmandu/NEP
- Positions of recent Austrian painting, Academy of Fine Arts, Calcutta/IND; S. Dasgupta[8] M. Sanyal[9]
- Royal Nepal Academy, NAFA Hall, Kathmandu/NEP R. Bilek
- Fünf Farbstrukturen, Kunst im öffentlichen Raum,[10] Sammlung des NÖ Landesmuseums, Neues Amtsgebäude Bezirkshauptmannschaft, Wiener Neustadt/AT
- Notes, zwei Textarbeiten, Kunst im öffentlichen Raum/Sammlung des NÖ Landesmuseum, Lesesaal, NÖ Landesarchiv St. Pölten/AT
- Sammlung der Artothek Collection of the Ministry of Art, Karmeliterhof, St. Pölten/AT

2001
- Pre-Prints, Kunsthalle.tmp Steyr/A
- Sophokles, Ödipus, Naso meet Münchhausen, Fassadengroßleuchtbild, Wien/AT V. Gasser[11] T. Rottenberg[12]
- Herwig Steiner, Paradise, Academy of Fine Arts, New Delhi/IND

2002
- Textfields/Battlefields Discourses – Yugoslavia, Muzej Istorije Jugoslavije, Beograd/SRB; Audio: C. Wehrschütz, H. Steiner

2003
- Attack!, Kunst und Krieg im Zeitalter der Medien[13], Kunsthalle Wien, Wien/AT

2004
- Home With No Walls, World Social Forum 2004, Mumbai/IND
- Propaganda Series, floor installation,[14] Visual Arts Gallery, India Habitat Centre, New Delhi/IND
- Handlungsanweisungen, Kunst im öffentlichen Raum, Kunsthalle Wien, Karlplatz Wien, Wien/AT
- Verstanden – Missverstanden, Stellungnahmen von Künstlerinnen und Künstlern, Karmeliterhof, St. Pölten/AT

#### Gesetz und Verbrechen, Permanente Installation, Stephansplatz 6, Wien
In den Jahren 2003/2004 wurde Steiner beauftragt, funktionelle Glaswände für eine Anwaltskanzlei künstlerisch zu gestalten, die den Büroalltag mit der „Pathologie des Rechts“ kritisch verbinden.
Die 322,2 × 434,1 cm große Glasinstallation „Gesetz und Verbrechen“ bezieht in direkter Weise gegen den Antisemitismus Stellung und erinnert an die Verbrechen der NS – Justiz. Eine mit moderner Glasdrucktechnik hergestellte digitale Malerei nimmt bewusst den benachbarten Stephansdom als historisches Zentrum Wiens in den Blick. Die Installation ist in ihrer Semitransparenz jene Membran, die zwischen Textauszügen aus den „Nürnberger Rassegesetzen“ (samt nachgeschalteter Rechts-Verordnungen) und dem gegenwärtigen Arbeitsleben einer Anwaltskanzlei vermittelt. Die in technokratische Rechtssprache gegossenen NS-Verbrechen konfrontieren als historische Fakten das Flüchtige unseres Alltags. Eine in der Glaswand integrierte Doppeltür eröffnet aus dem Wartebereich das Empfangspult der Kanzlei.

#### Not one more execution!, Permanente Installation, Stephansplatz 6, Wien
Das zweite, noch wesentlich umfangreichere Kunstwerk, (321,0 × 155,5 + 325,4 × 1136,05 + 325,4 × 170,4 cm) mit dem Titel „Not one more execution!“ befasst sich mit der Rechtspraxis der Todesstrafe in den USA. Amerikanische Grassroot-Untersuchungen haben akribisch viele Einzelfälle von (höchstwahrscheinlich) unschuldig hingerichteten Menschen (meist afrikanische Amerikaner) untersucht und die Fakten und den Ablauf der Gerichtsverfahren beschrieben. Steiner hat acht typische Schicksale für sein monumentales Werk ausgewählt. Durch die U-förmige Anordnung der Glaswände entstand ein spektakulärer Farbraum, der mit fünf Türen fünf Büros erschließt.
Derzeit sind diese Werke noch an Ort und Stelle. Nach mehr als 16 Jahren hat der Hauseigentümer, das katholische Domkapitel zu St. Stephan, seine Absicht mitgeteilt, den Mietvertrag mit der Anwaltskanzlei zu beenden und das Büro einer neuen Nutzung zuzuführen. Die Kunstwerke werden dann weichen müssen, ihre Zukunft ist – nicht zuletzt wegen des Mediums Glas – höchst gefährdet.
2008
- Herwig Steiner, Ehem. Residenzpost, München/DE
- ”Dem Bild die Gedärme herausreißen”, FORUM FROHNER / Kunsthalle Krems, Krems/AT
- Pictorial Space, Cultural Forum, Belgrade/SRB,
- Elektraren Tatranskje Galerie Poprad/SK

2009
- Varosi Muveszeti Museum, Györ/HU

2018
- Kunst der Attrappe, Textinstallation, Stephansplatz 6, Wien/AT[15]

2021
- Kunst der Attrappe: 21 Videos / Scenery Drawings, Projektraum MAG3 / Wien/AT